# Quốc lập Vườn quốc gia Bờ biển Nichinan
Quốc lập Vườn quốc gia Bờ biển Nichinan (日南海岸国定公園 Nichinan Kaigan Kokutei Kōen) là một Khu bảo tồn được coi như Vườn quốc gia nằm trên bờ biển của tỉnh Kagoshima và Miyazaki, Nhật Bản. Nó được thành lập vào ngày 1 tháng 6 năm 1955 và có diện tích 45,42 km2 (17,54 dặm vuông Anh).